# Gelbe Narzisse
Die Gelbe Narzisse (Narcissus pseudonarcissus), auch Osterglocke oder Osterglöckchen (weil sie in der Regel um Ostern herum blüht), Falscher Narzissus, Trompeten-Narzisse oder regional Aprilglocke, Märzglocke bzw. Märzenbecher genannt – im Grimmschen Wörterbuch noch Märzbecher – ist die bekannteste Pflanzenart aus der Gattung der Narzissen (Narcissus) innerhalb der Familie der Amaryllisgewächse (Amaryllidaceae) und die einzige wild in Deutschland vorkommende Art. Wegen des begrenzten Verbreitungsgebiets und früherer Rückgänge wird die Gelbe Narzisse in der Roten Liste weiterhin als „gefährdet“ eingestuft. Im Jahr 1981 wurde sie zur Blume des Jahres gewählt.

## Beschreibung

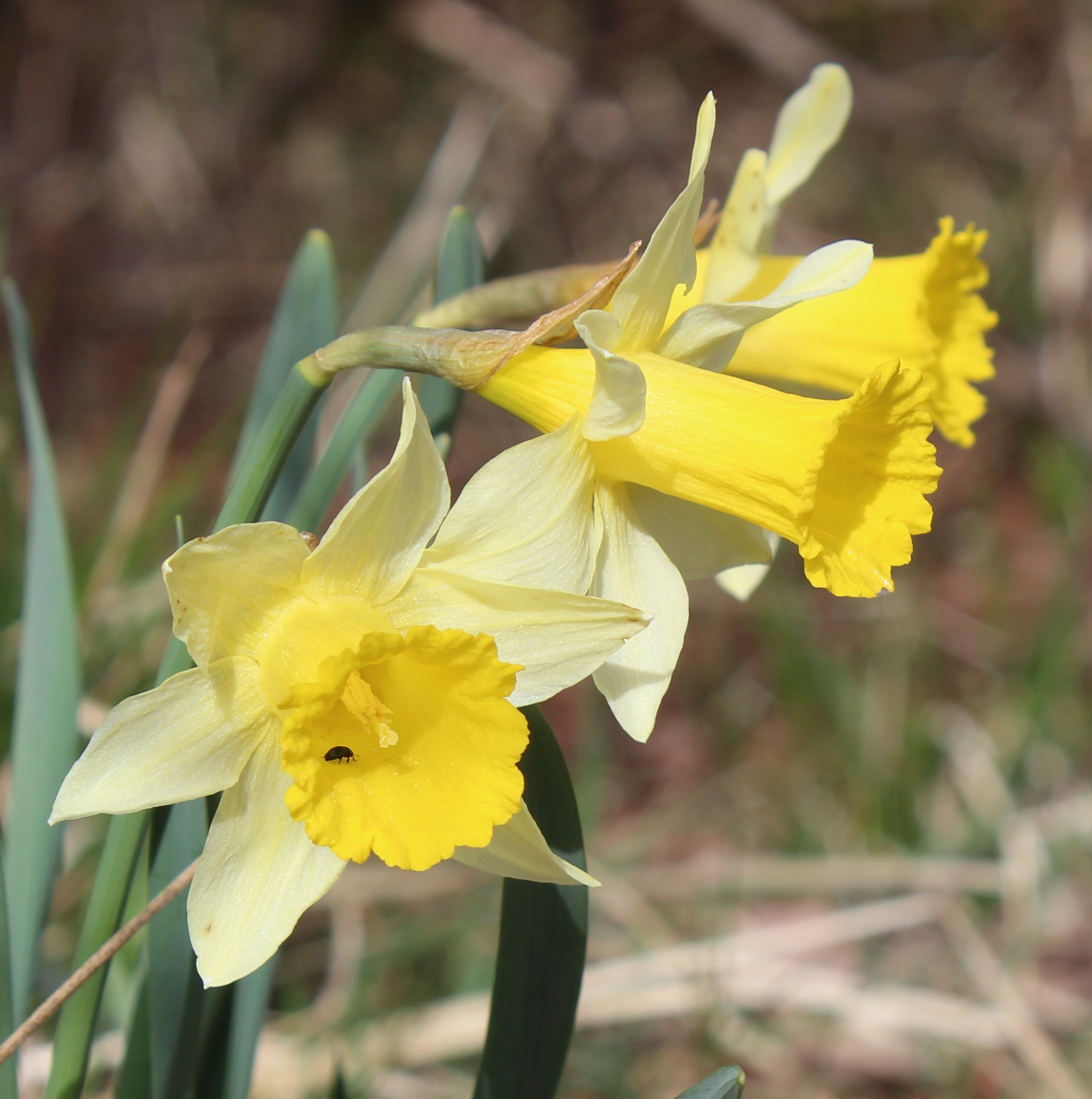
Blüte der Gelben Narzisse mit blassgelben Kronblättern und tief gelber Nebenkrone.

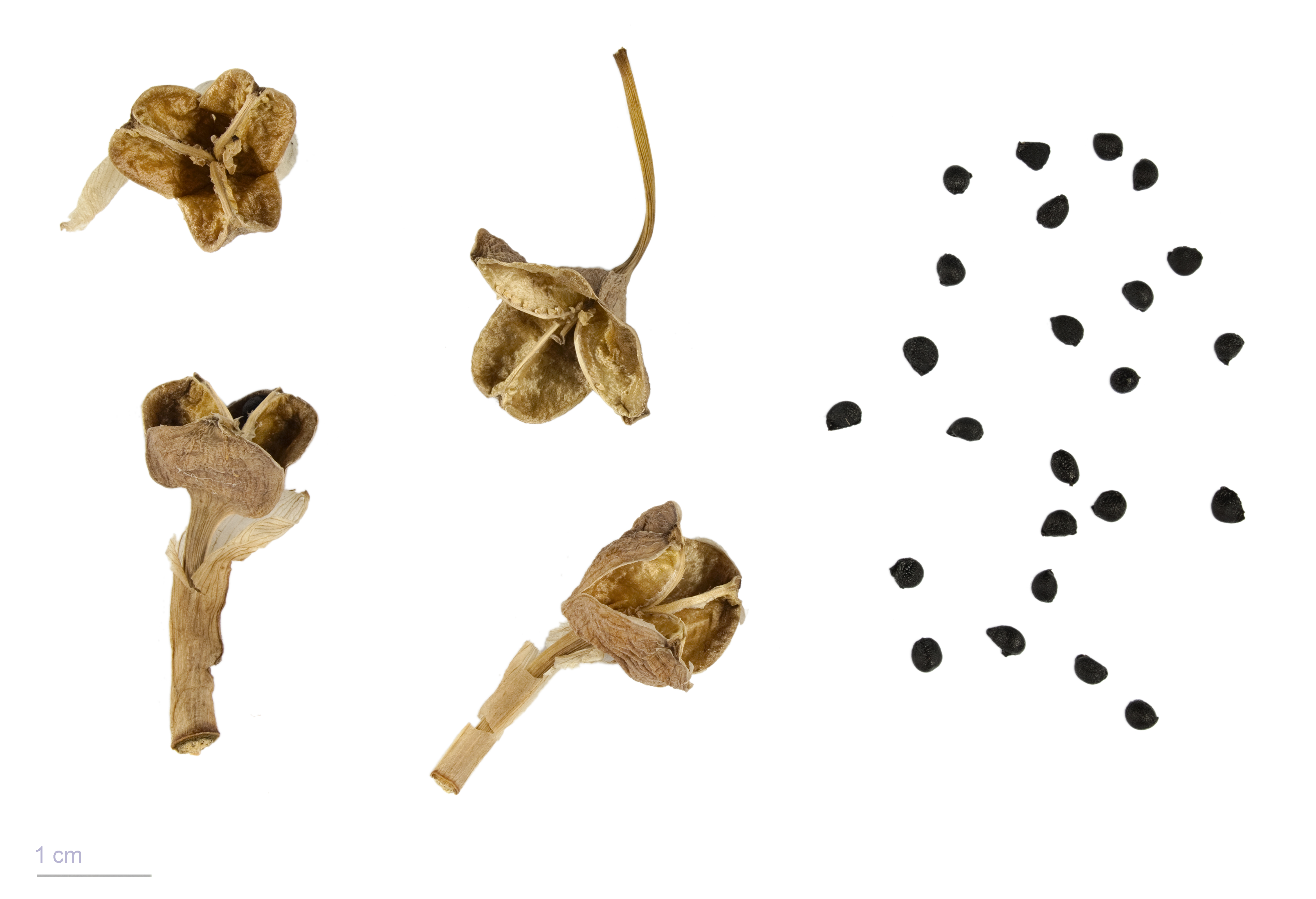
Früchte und Samen

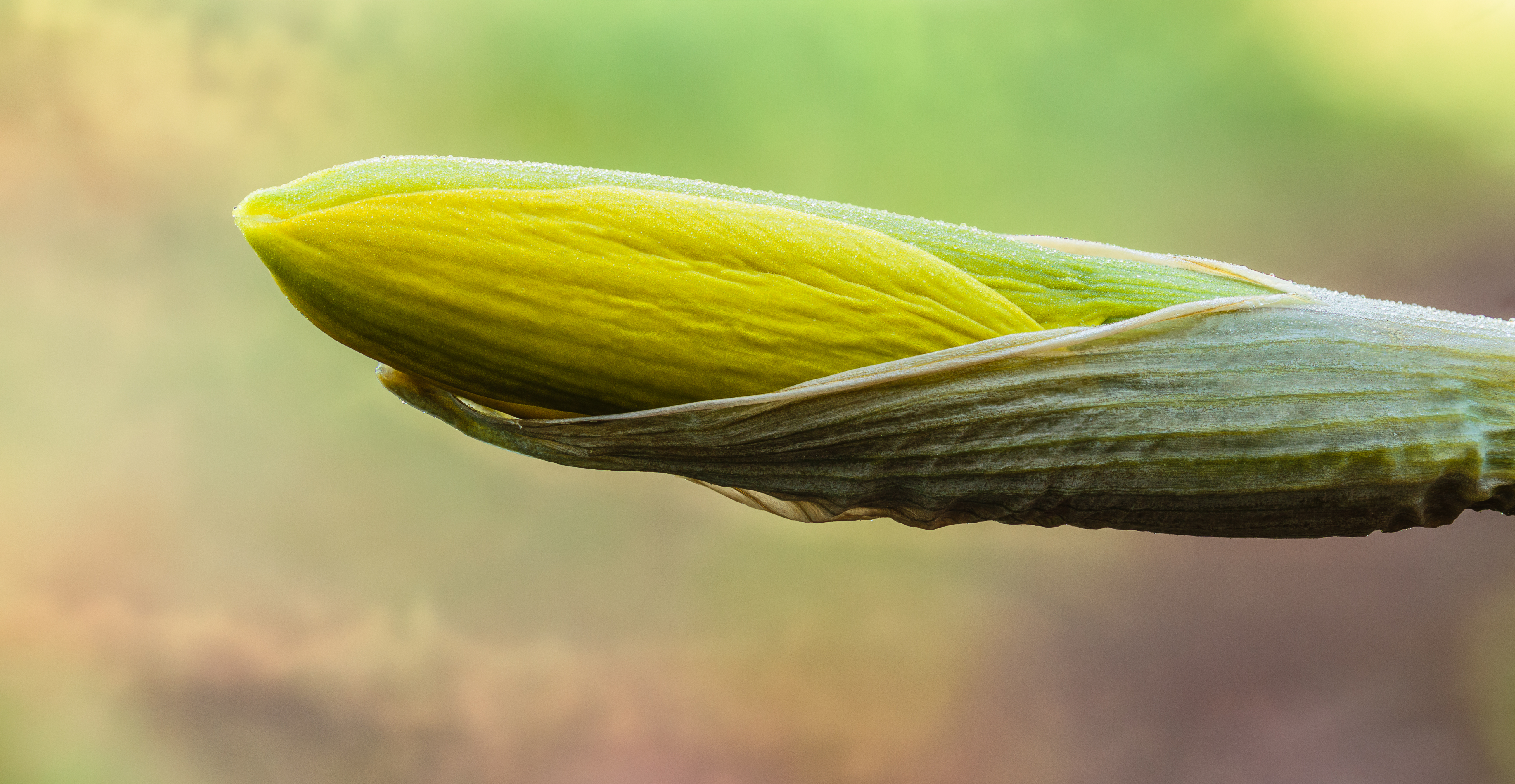
Blütenknospe in der Entwicklung.

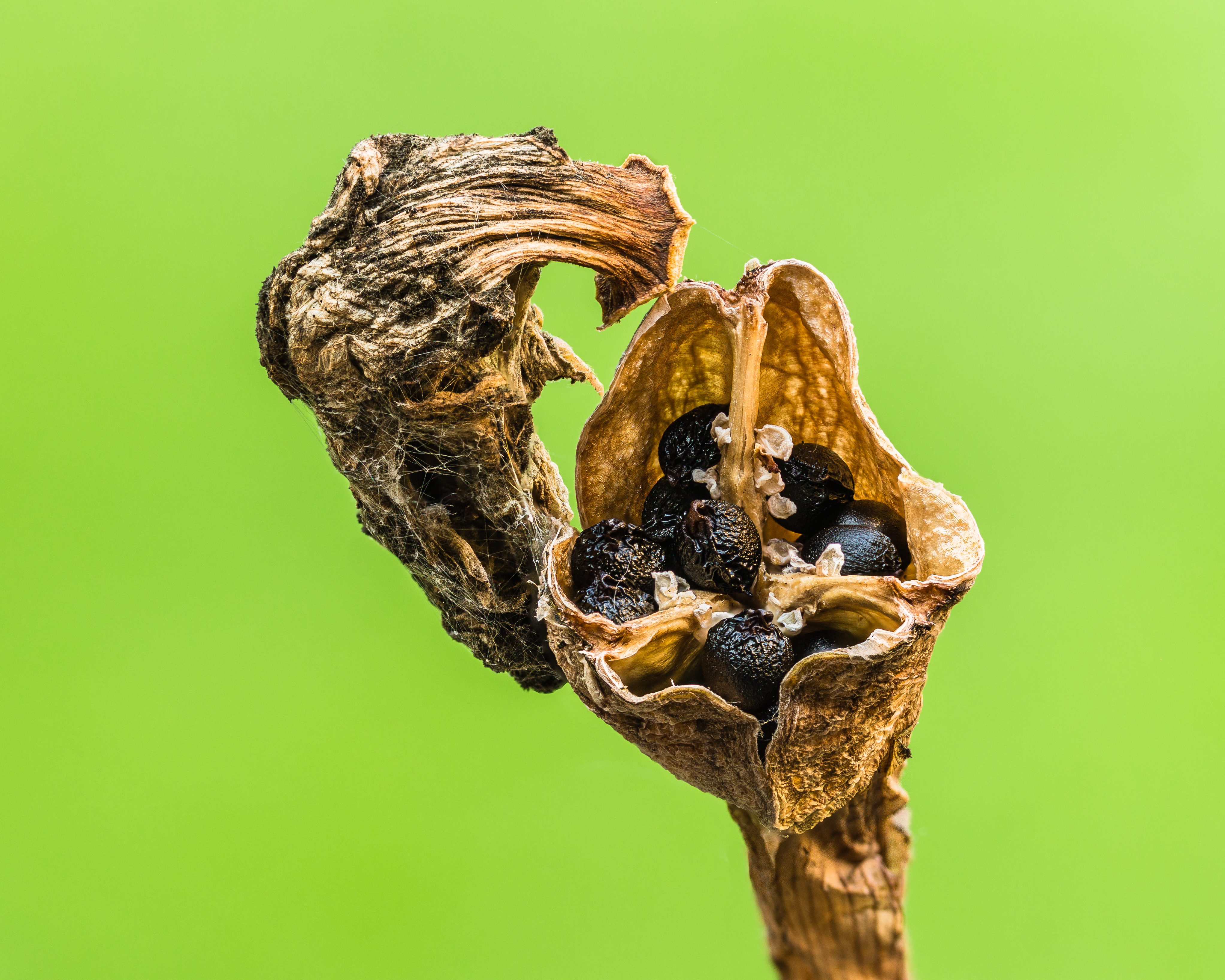
Geöffnete Samenkapsel einer Trompetennarzisse, gefüllt mit reifen Samen.

### Vegetative Merkmale
Die Gelbe Narzisse wächst als ausdauernde krautige Pflanze und erreicht Wuchshöhen von 15 bis 30 Zentimetern (Kulturformen können größer sein). Sie bildet als Überdauerungsorgane Zwiebeln aus. Es sind (vier bis sechs) grundständige, grüne, ganzrandige Laubblätter vorhanden. Die Blätter beginnen etwa sechs Wochen nach der Blüte zu verwelken, so dass sie danach an der Oberfläche praktisch nicht mehr sichtbar sind, bis die Pflanze im Folgejahr wieder austreibt. Die blau-grüne, einfache Blattspreite ist bei einer Länge von 10 bis 25 Zentimetern lanzettlich und mit stumpfem oberen Ende.

### Generative Merkmale
Die Blütezeit liegt je nach Standort zwischen März und April. Von den Kulturformen unterscheiden sich die Blüten vor allem durch die kleineren Blüten (in Kombination mit der generell geringeren Wuchshöhe). Die sechs sternförmig abstehenden Kronblätter haben einen blassgelben Farbton. Die Nebenkrone (Corona) ist zu einer tief gelben trompetenartigen Struktur von 20–35 mm Länge zusammengewachsen, welche der gelben Narzisse ihre charakteristische Erscheinung verleiht. Die Blüte enthält sechs Staubblätter von gleicher Länge und der mittig gelegene Stempel überragt die Staubblätter.

### Fortpflanzung

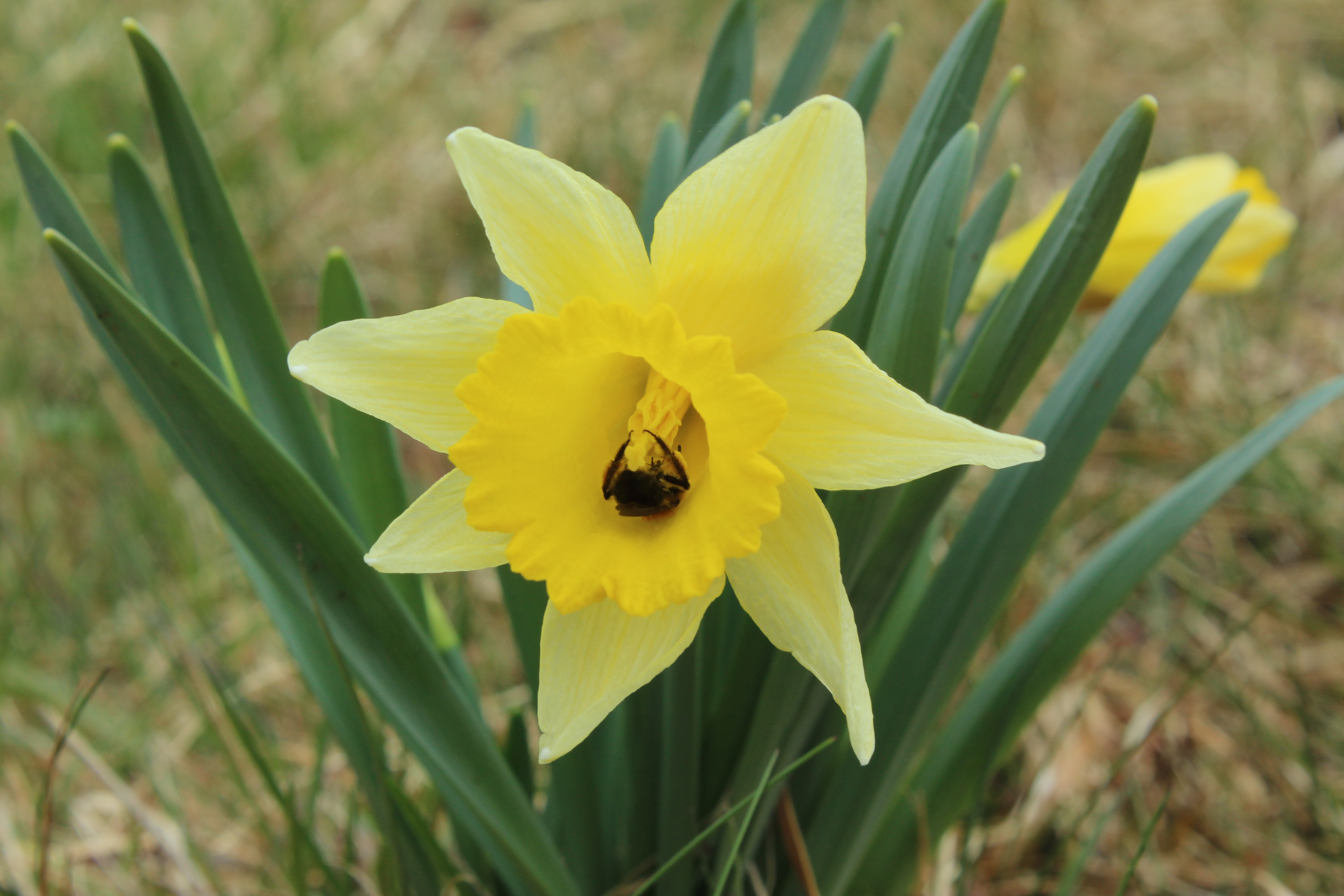
Andrena bicolor besucht eine Blüte der Gelben Narzisse. An den Beinen trägt sie Pollen.

Die gelbe Narzisse kann sich auf zwei Weisen fortpflanzen. Zum einen können die unterirdischen Mutterzwiebeln Tochterzwiebeln bilden. Durch diese vegetative Vermehrung können ganze Gruppen von individuellen Pflanzen entstehen. Zusätzlich kann auch eine sexuelle Vermehrung stattfinden, bei dem Pollen zur Bestäubung von einer Pflanze auf eine andere durch Insekten übertragen werden, hauptsächlich Hummeln (Bombus), Sandbienen (Andrena bicolor) oder Schwebfliegen (z. B. Platecherius albinus, Eristralis tenax und Eristralis pertinax). Die Gelbe Narzisse kann sich nicht selbst bestäuben; sie ist daher auf den Transfer von Pollen angewiesen. Nach erfolgreicher Bestäubung entwickeln sich im Fruchtknoten schwarze Samen. Die im Frühsommer vertrocknenden Fruchtkapseln öffnen sich und die Samen fallen zu Boden.

## Inhaltsstoffe
Die Pflanzenteile enthalten giftige Alkaloide und hautreizende Wirkstoffe. Bei höheren Mengen drohen Lähmungen, Schwindel, Durchfall, Krämpfe, sowie Hautreizungen, die sogenannte Narzissendermatitis, eine Kontaktdermatitis. Die höchste Konzentration an Giftstoffen befindet sich in der Zwiebel.
Weiterhin emittiert die Gelbe Narzisse eine Reihe an Duftstoffen. Viele der Substanzen sind dabei noch nicht identifiziert. Identifizierte Substanzen beinhalten typische Blütenduftstoffe wie Ocimen oder Fliederaldehyde (Lilac aldehydes).

## Verbreitung
Gelbe Narzissen waren ursprünglich nur in Westeuropa von Portugal bis Deutschland und in Großbritannien beheimatet. Durch Kultivierung sind sie als Gartenpflanze überall in den gemäßigten Zonen anzutreffen, z. B. Nordamerika, Kroatien oder Australien.
In Deutschland kommt die wilde Form der Gelben Narzisse in den westrheinischen Schiefergebirgen vor. Wilde Populationen bestehen nur im Hunsrück sowie der Eifel. Ein solches Wildvorkommen befindet sich beispielsweise in Misselberg oder im Naturschutzgebiet Perlenbach-Fuhrtsbachtal bei Monschau.
In Großbritannien ist die Wildpflanze ebenfalls, bis auf wenige regionale Vorkommen, kaum noch anzutreffen.
Die Gelbe Narzisse gedeiht meist an sonnigen bis halbschattigen Standorten auf feuchten, kalkarmen und leicht lehmigen Wiesen. Auch an Bachrändern, hellen Wäldern und in Mittelgebirgen ist sie zu finden; sie steigt in Höhenlagen von bis zu 2000 Metern.
Die ökologischen Zeigerwerte nach Landolt et al. 2010 sind in der Schweiz: Feuchtezahl F = 3 (mäßig feucht), Lichtzahl L = 4 (hell), Reaktionszahl R = 3 (schwach sauer bis neutral), Temperaturzahl T = 3 (montan), Nährstoffzahl N = 2 (nährstoffarm), Kontinentalitätszahl K = 2 (subozeanisch).

## Gefährdung
In Deutschland wird die Gelbe Narzisse in der Roten Liste als „gefährdet“ eingestuft. Dies liegt zum einen an dem sehr begrenzten Verbreitungsgebiet; zum anderen wurde der natürliche Lebensraum der Narzissen (Feuchtwiesen) durch intensivere Bewirtschaftung der Wiesen (stärker gedüngt und früher gemäht) reduziert. Ein weiterer Faktor betrifft Narzissenwiesen, die mit Fichten aufgeforstet wurden. Durch die immergrünen Nadelhölzer fällt es den lichtliebenden Narzissen schwer, sich dort zu halten.

## Verwendung

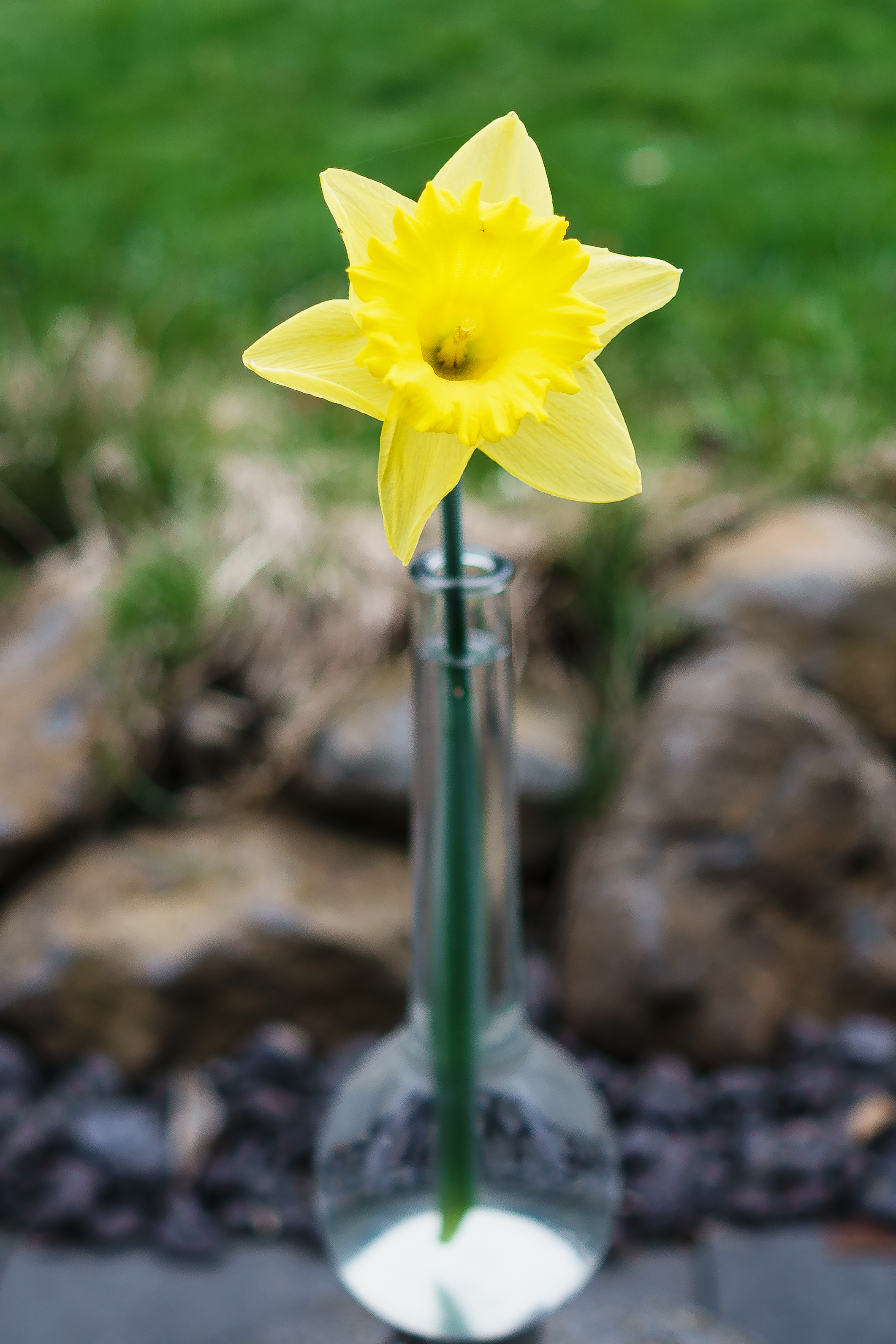
Gelbe Narzisse als Schnittblume

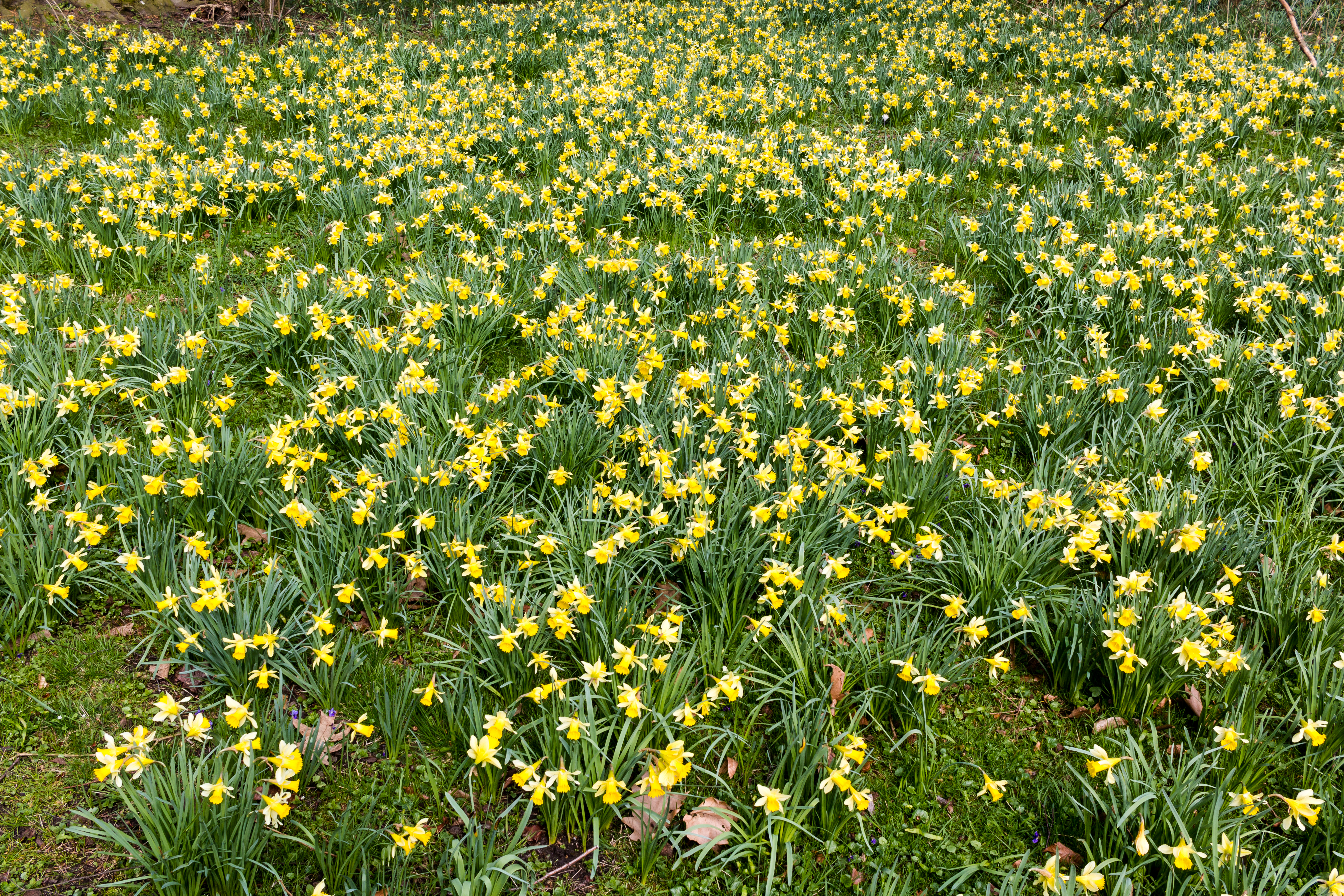
Wiese mit Gelben Narzissen im April

### Verwendung als Zierpflanze
Die Gelbe Narzisse ist mit über 20.000 aus ihr hervorgegangenen Kultursorten und Hybriden die wirtschaftlich bedeutendste unter den Narzissenarten. Jedes Jahr zur Blütezeit wird sie in großen Mengen als Schnittblume in den Handel gebracht. Bedeutendster Produzent von Zwiebeln und Pflanzen ist Großbritannien. Aufgrund der langen Haltbarkeit (bei kühlem Standort bis zu zehn Tage) erfreut sich die Osterglocke einer hohen Beliebtheit in der Floristik. Ihre Zwiebeln werden für Balkon, Garten und öffentliche Grünanlagen in beträchtlichen Mengen verkauft.
Allerdings mindert das Gift der Narzissen als Schnittblume das Wachstum anderer Blumen, weshalb sie immer separat ca. einen Tag ausschleimen sollten, bevor sie mit anderen Blumenarten in einer Vase kombiniert werden.

### Verwendung als Heilpflanze
Die Gelbe Narzisse fand wegen ihrer hautreizenden und giftigen Eigenschaften in der Antike Verwendung als Mittel gegen Hautkrankheiten wie Flechten und Geschwüre. Die spätere Volksmedizin setzte sie (wie die Weiße Narzisse) gegen Erkältungskrankheiten und Keuchhusten sowie als Brechmittel ein.

## Symbolik und Bedeutung
Die symbolische Bedeutung der Osterglocke ist vielseitig. Vor allem steht sie wegen ihrer Blütezeit im März und April in Verbindung mit den österlichen Feierlichkeiten. Im Christentum steht die gelbe Narzisse für die Auferstehung. Das Osterfest ist im Christentum das Fest der Auferstehung Jesu Christi; ebenso verhält es sich mit der Osterglocke: Mag sie den Rest des Jahres tot geglaubt sein, erblüht sie ungefähr zum Osterfest erneut; sie steht daher als Symbol des ewigen Lebens.
Die Osterglocke ist eines der Nationalsymbole von Wales.
Zudem ist die gelbe Narzisse ein Gedenksymbol für die Kämpfer des Aufstands im Warschauer Ghetto von 1943.